# Reinhard Kallenbach
Reinhard Kallenbach (* 30. August 1963 in Koblenz) ist ein deutscher Journalist und Autor.

## Leben
Nach dem Abitur 1983 am Eichendorff-Gymnasium in Koblenz studierte Kallenbach von 1984 bis 1989 in Marburg und Würzburg Geschichte, Vor- und Frühgeschichte, Kunstgeschichte und Germanistik mit Abschluss: M.A. Als Student wurde er 1984 Mitglied des Marburger Wingolf. Nach dem Studium absolvierte er von 1989 bis 1990 ein Volontariat im Verlag für Anzeigenblätter beim Lokalanzeiger Koblenzer Schängel und Neuwieder Rundschau.
Nach dem Volontariat arbeitete Kallenbach von 1991 bis 2003 als freiberuflicher Autor und Verleger, unter anderem für die Stadtverwaltung Koblenz und für die Vereinigten Wasserwerke Mittelrhein. 1991 begann die Zusammenarbeit mit der Rhein-Zeitung.
Von 1994 bis 1996 war er Redakteur in der Pressestelle der Handwerkskammer Koblenz. 1995 promovierte er im Fachbereich Architektur, Raum- und Umweltplanung, Bauingenieurwesen an der Universität Kaiserslautern. Thema: „Die Koblenzer Altstadt. Entwicklung, Planung und Schicksal der historischen Bürgerhäuser“
Von Oktober 2003 bis September 2013 war er Redakteur der Rhein-Zeitung. Seit Oktober widmet er sich hauptberuflich seiner Firma Garwain e.K., die er nebenberuflich bereits seit 2003 betrieb (die Geschichte des Unternehmens reicht bis 1997 zurück). 2007 schloss Kallenbach sein zweites Dissertationsprojekt ab. Mit der Arbeit „Leben und Leiden in Koblenz“ promovierte er an der Julius-Maximilians-Universität Würzburg.
Kallenbachs Arbeitsschwerpunkte sind die Themen Landesgeschichte und Denkmalpflege, Architektur und Stadtplanung, Wirtschafts-, Verwaltungs- und Technikgeschichte, regionale Wirtschafts-, Hochschul- und Kulturberichterstattung.
2006 wurde er mit dem Journalistenpreis der Volks- und Raiffeisenbanken ausgezeichnet.
Seit Juni 2023 arbeitet Kallenbach als Referent für die Fraktion der Freien Wähler im Landtag Rheinland-Pfalz.

## Werke
- (Bearb. im Auftrag der Stadtverwaltung Koblenz): Erneuerung der Koblenzer Altstadt. Eine Dokumentation zur Sanierung. Breuer, Koblenz 1992.
- Vom Ziehbrunnen zum Wasserwerk. Eine Dokumentation der „Vereinigte Wasserwerke Mittelrhein“ anlässlich des 110-jährigen Bestehens der öffentlichen Trinkwasserversorgung in Koblenz. Vereinigte Wasserwerke Mittelrhein, Koblenz 1995.
- mit Thomas Frey: Koblenz – gebaut, zerstört, wiedererstanden. Das Stadtbild im letzten Jahrhundert. Betulius Verlag, Stuttgart 2000, ISBN 3-89511-070-1.
- Koblenz. Die Reihe Archivbilder. Sutton-Verlag, Erfurt 2001.
- mit Herbert Dellwing: Denkmaltopographie Bundesrepublik Deutschland, 3.2.: Koblenz Innenstadt. Worms 2004, ISBN 3-86134-390-8.
- Koblenzer Geschichte neu erzählt. Mittelrhein Verlag, Koblenz, 2012, ISBN 978-3-925180-03-3.

Im Garwain-Verlag (Inhaber: Reinhard Kallenbach) erschienen:
- Die Koblenzer Altstadt. Entwicklung, Planung und Schicksal der historischen Bürgerhäuser. Koblenz 1995.
- mit Dieter Kerber u. Marianne Schwickerath: Sanierung Ehrenbreitstein. Garwain-Verlag, Koblenz 1998.
- mit Thomas Frey: Koblenz. Viele Gesichter – eine Stadt. Bildband zur Koblenzer Stadtgeschichte und Stadtentwicklung. Garwain-Verlag, Koblenz 1998.
- [Autorenkollektiv]: 175 Jahre Karneval in Koblenz. Herausgegeben von der Arbeitsgemeinschaft Koblenzer Karneval (AKK). Garwain-Verlag, Koblenz 1999.
- mit Thomas Frey u. a.: Koblenz. Gesichter einer Stadt. Bildband zur Koblenzer Stadtentwicklung. Garwain-Verlag, Koblenz 2002.
- Koblenzer Abwasser-Geschichten. Eine Dokumentation des Eigenbetriebs Stadtentwässerung anlässlich des 125-jährigen Bestehens der modernen Kanalisation an Rhein und Mosel. Garwain-Verlag, Koblenz 2007.
- Leben und Leiden in Koblenz. Ein Beitrag zur Entwicklung der Kommunalen „Gesundheits-Infrastruktur“ im 19. und 20. Jahrhundert. Krankenhauswesen, Trinkwasserversorgung, Abfall und Entwässerung. Garwain-Verlag, Koblenz 2007.
- 200 Jahre Dienst am Menschen. Gemeinschaftsklinikum Koblenz-Mayen. Standort Kemperhof. 2 Bde., Garwain-Verlag, Koblenz 2005/2007.